# Lee Su-ji
Lee Su-ji (이수지?, 李繡至?, I Su-jiLR, I SuchiMR; Busan, 20 marzo 1998) è una cantante e attrice sudcoreana.Ha fatto parte dei girl group The Ark, Real Girls Project e Uni.T.

## Biografia
Lee Su-ji nasce il 20 marzo 1998 a Busan, in Corea del Sud, per poi trasferirsi a Daegu. Frequenta la Hanlim Multi Art School a Seul.
Nel 2014, appare nel video musicale di Cheer Up di Hong Jin-young, e l'anno successivo debutta nel girl group The Ark con lo pseudonimo di Halla. Il gruppo pubblica un solo singolo, Somebody 4 Life, e si scioglie poco dopo.
Il 25 agosto 2016 debutta come membro delle Real Girls Project, protagoniste del serial The Idolmaster KR, nel quale Lee interpreta la protagonista e la sua sorella gemella. A novembre entra nel cast del talent show The Unit: Idol Rebooting Project, arrivando nella top 9 e diventando così membro del gruppo temporaneo delle Uni.T, che esordisce il 18 maggio 2018 con il primo EP Line e si scioglie il 12 ottobre successivo. Nel 2019 appare nel video musicale di Awesome Breeze di NC.A, mentre l'anno successivo è protagonista della webserie fantasy Handmade Love.

### Vita privata
Il 7 ottobre 2023 ha sposato l'attore Ko Hyoung-woo.

## Discografia
- 2017 – Memories (con Jiwon, singolo per la colonna sonora di The Idolmaster KR)

## Filmografia

### Televisione
- The Idolmaster KR (아이돌마스터.KR - 꿈을 드림?) – serial TV, 24 episodi (2017)
- Stargram – programma TV (2017) – cast fisso
- Music Bank – programma TV, una puntata (2017) – presentatrice
- The Unit: Idol Rebooting Project – programma TV, 30 puntate (2017-2018)
- Handmade Love – webserie, 8 episodi (2020-2021)